# Головин (Аљаска)
Головин (енгл. Golovin) град је у америчкој савезној држави Аљаска.

## Демографија
По попису из 2010. године број становника је 156, што је 12 (8,3%) становника више него 2000. године.
| Група             | 2000.     | 2010.    |
| Белци             | 11 (7,6%) | 7 (4,5%) |
| Афроамериканци    | 0 (0,0%)  | 0 (0,0%) |
| Азијати           | 0 (0,0%)  | 0 (0,0%) |
| Хиспаноамериканци | 4 (2,8%)  | 1 (0,6%) |
| Укупно            | 144       | 156      |